# Lelești
Lelești est une commune roumaine située dans le județ de Gorj.